# Cna (dopływ Mokszy)
Cna (ros. Цна) – rzeka w europejskiej części Rosji, w obwodzie riazańskim i tambowski, lewy dopływ rzeki Moksza.
Źródła rzeki są na nizinie Ocko-Dońskiej, w górnym biegu rzeka nosi nazwę Mokraja Wierszina (ros.  Мокрая Вершина). Uchodzi do rzeki Moksza, której jest największym dopływem.
Rzeka jest dostępna dla żeglugi śródlądowej, od Tambowa.  Od listopada do kwietnia pokryta jest lodem.
Większe miasta znajdujące się nad rzeką: Kotowsk, Tambow, Morszansk i Sasowo.